# Titanatemnus thomeensis
Espèce
Synonymes
- Chelifer sjoestedti thomeensis Ellingsen, 1906

Titanatemnus thomeensis est une espèce de pseudoscorpions de la famille des Atemnidae.

## Distribution
Cette espèce est endémique de São Tomé à Sao Tomé-et-Principe.

## Étymologie
Son nom d'espèce, composé de thome et du suffixe latin -ensis, « qui vit dans, qui habite », lui a été donné en référence au lieu de sa découverte, São Tomé.

## Publication originale
- Ellingsen, 1906 : Report on the pseudoscorpions of the Guinea Coast (Africa) collected by Leonardo Fea. Annali del Museo Civico di Storia Naturale di Genova, vol. 3, no 2, p. 243-265.